# Turna Duża
Turna Duża dawniej „Wielka” (białorus. Турная Вялікая) – wieś w Polsce położona w województwie podlaskim, w powiecie siemiatyckim, w gminie Siemiatycze.
W latach 1975–1998 miejscowość administracyjnie należała do województwa białostockiego.
Wierni kościoła rzymskokatolickiego należą do parafii Wniebowzięcia Najświętszej Maryi Panny w Siemiatyczach.

## Historia
Pierwsza wzmianka z roku 1527 jako część dóbr siemiatyckich sprzedana przez Tęczyńskich Podskarbiemu i Marszałkowi litewskiemu Bohuszowi Bohowitynowicz. W 1554 roku Stanisław Tęczyński wybudował w Turnej most przez Bug. Turna Duża „Wielka” do roku 1569 należała do Wielkiego Księstwa Litewskiego, a po Unii lubelskiej wraz z woj. podlaskim weszła w skład Korony. W roku 1585 aktem przekazano dobra siemiatyckie wraz z wsią Turna przez Katarzynę z Tęczyńskich Krzysztofowi Radziwiłłowi.
Zgodnie ze spisem cerkwi siemiatyckiej z 1789 r. Turnę Dużą „Wielką” zamieszkiwało 186 parafian, 83 mężczyzn i 103 kobiety, liczba domów wynosiła 34.
Według spisu parafialnego z roku 1857 we wsi były 33 domy i 231 mieszkańców (119 mężczyzn i 112 kobiet). W II połowie XIX w. funkcjonowała w Turnie Dużej prawosławna szkoła parafialna.
Po wybuchu I wojny światowej (1914–1915) prawie wszyscy mieszkańcy wsi zostali ewakuowani (tzw. bieżeństwo) w głąb Rosji. Po wojnie, w latach 1919–1921 większość wróciła.
Według Pierwszego Powszechnego Spisu Ludności z 1921 roku wieś liczyła 58 domów i zamieszkana była przez 223 osoby (128 kobiet i 95 mężczyzn). Większość mieszkańców miejscowości (218 osób) zadeklarowała wówczas wyznanie prawosławne, pozostali podali wyznanie rzymskokatolickie (5 osób). Podział religijny mieszkańców miejscowości odzwierciedlał ich strukturę narodowościową, gdyż większość stanowili mieszkańcy narodowości białoruskiej (218 osób); reszta zgłosiła narodowość polską (5 osób). W okresie międzywojennym miejscowość nazywała się Turna Wielka i znajdowała się w powiecie bielskim.